# The No Comprendo
Albums de Rita Mitsouko
Rita Mitsouko
(1984) Marc et Robert
(1988)
The No Comprendo est le deuxième album des Rita Mitsouko, sorti en septembre 1986. Il contient certaines de leurs chansons les plus célèbres dont C'est comme ça.

## Historique
Contrairement au premier album, qui était une collection de morceaux composés tout au long des années précédentes, ces chansons ont été écrites spécialement pour The No Comprendo à partir de 1986 (à part Someone to Love, Tonite et Les Histoires d'A). L'enregistrement, qui a eu lieu au domicile du groupe, a été filmé par Jean-Luc Godard et le film Soigne ta droite présente ainsi quelques inédits.
Sorti en juin 1986, Andy devient le deuxième grand succès populaire du groupe, qui décide à ce moment-là de rajouter Les avant son nom « pour éviter que l'on identifie Rita Mitsouko à Catherine seulement ». Toutes les chansons sont d'ailleurs signées Chichin-Ringer sans plus de précisions : « C'est tellement plus simple, et on s'en fiche, on ne va pas comptabiliser. Mais on n'a pas de règle, on a d'innombrables manières de faire un morceau, même si finalement, c'est moitié-moitié. Parfois tout vient d'elle, parfois tout vient de moi, l'autre arrange, je peux composer un morceau que Catherine jouera entièrement. Il est impossible et bête de faire une comptabilité. », explique Fred Chichin aux Inrockuptibles en janvier 1987.
Pour la tournée qui suit la sortie du disque, le groupe inaugure en mars la salle de La Cigale, à Paris, qui n'était alors qu'un vieux théâtre, avec un groupe recruté à New York dont Prince Charles Alexander fait partie. Un an plus tard, ils font la tournée de clubs américains, et rencontrent alors les Sparks avec qui ils travailleront sur l'album suivant.

## Influence artistique
Outre les clips dus à des réalisateurs réputés (voir plus bas) et différentes vidéos de promotion (comme la reprise décalée de Tu t'laisses aller de Charles Aznavour pour la télévision en décembre 1986), cet album fait entrer les Rita Mitsouko dans le monde du cinéma, par l'intermédiaire du film de Godard mais aussi par de nombreuses bandes originales qui y puiseront.
On peut ainsi entendre:
- Andy dans Ma saison préférée de André Téchiné en 1993 et … Comme elle respire de Pierre Salvadori en 1998.
- C'est comme ça dans La vie est un long fleuve tranquille de Étienne Chatiliez en 1988 et dans Le Cousin d'Alain Corneau en 1997.
- Nuit d'ivresse dans Nuit d'ivresse de Bernard Nauer (avec Josiane Balasko) en 1986.
- Someone to Love dans Kung-Fu Master d'Agnès Varda[1].
- Tonite dans Les Voleurs de André Téchiné en 1996.

Mais ce disque sera aussi l'occasion de nouer des liens avec le monde de la peinture: sorti le 11 juin 1987, Les RITA MITSOUKO illustrés présente des illustrations des chansons du groupe par une quinzaine de peintres dont Sam Ringer (le père de Catherine), Ricardo Mosner, Placid, Robert Combas, Hervé Di Rosa, et Muzo.

## Réception
Classé no 9 au top album en France, cet album reçoit un très grand succès tant commercial que critique: il obtient le grand prix de l'Académie Charles-Cros ainsi que la Victoire de la musique du meilleur album en 1987.
Selon l'édition française du magazine Rolling Stone, cet album est le 7e meilleur album de rock français.
Il est également inclus dans l'ouvrage Philippe Manœuvre présente : Rock français, de Johnny à BB Brunes, 123 albums essentiels.

## Titres
| No  | Titre                                                | Auteur           | Durée |
| --- | ---------------------------------------------------- | ---------------- | ----- |
| 1.  | Les Histoires d'A.                                   | Chichin - Ringer | 4:03  |
| 2.  | Andy                                                 | Chichin - Ringer | 5:22  |
| 3.  | C'est comme ça                                       | Chichin - Ringer | 4:54  |
| 4.  | Vol de nuit                                          | Chichin - Ringer | 4:09  |
| 5.  | Someone to Love                                      | Chichin - Ringer | 3:03  |
| 6.  | Stupid Anyway                                        | Chichin - Ringer | 4:46  |
| 7.  | Un soir un chien                                     | Chichin - Ringer | 5:41  |
| 8.  | Bad Days                                             | Chichin - Ringer | 5:00  |
| 9.  | Tonite                                               | Chichin - Glemée | 5:01  |
| 10. | Nuit d'ivresse                                       | Chichin - Ringer | 3:36  |
| 11. | Andy (English Version, uniquement sur la version CD) | Chichin - Ringer | 5:56  |

### Singles
- Andy - 1986 (no 19 France) - Clip réalisé par Philippe Gautier en versions anglaise et française. Sur la face B: Un soir, un chien.
- C'est comme ça - 1986 (no 10 France) - Clip réalisé par Jean-Baptiste Mondino, victoire de la musique 1987 du meilleur clip. Sur la face B: Clown de mes malheurs.
- Les Histoires d'A. - 1987.

### Musiciens
- Fred Chichin : guitare (sauf Bad Days et Nuit d'ivresse), basse (sauf Les histoires d'A. et C'est comme ça), batterie (sauf Les histoires d'A.), guitare acoustique sur Bad Days, claviers sur Les histoires d'A. et Andy, chant sur Andy
- Catherine Ringer : chant, guitare (1 à 3, 8, 10), claviers (1, 2, 4, 5, 8, 9), cuivres sur Andy, basse sur C'est comme ça, batterie sur Someone to Love, sons midi d'accordéon et trompette sur Stupid Anyway, piano sur Un soir un chien, violon sur Un soir un chien, violoncelle sur Un soir un chien, congas sur Un soir un chien
- Tony Visconti : basse sur Les histoires d'A, guitare acoustique sur Les histoires d'A, contrebasse sur Andy, tambourin sur C'est comme ça, guitare programmée sur Vol de nuit, batterie sur Someone to Love, violon sur Un soir un chien, violoncelle sur Un soir un chien
- Graham Ward : batterie sur Les histoires d'A.
- Bobby Valentino : violon sur Les histoires d'A. et Tonite
- Sam Smith : guitare solo sur C'est comme ça
- Luis Jardim : percussion sur Nuit d'ivresse
- Andy Mackintosh : saxophone sur Nuit d'ivresse
- Pete Beachill : trombone sur Nuit d'ivresse
- Guy Barker : trompette sur Nuit d'ivresse